# Kevin Gaines
 (juillet 2018).
Si vous disposez d'ouvrages ou d'articles de référence ou si vous connaissez des sites web de qualité traitant du thème abordé ici, merci de compléter l'article en donnant les références utiles à sa vérifiabilité et en les liant à la section « Notes et références ».
Pour les articles homonymes, voir Gaines.
Kevin Lee Gaines, né le 6 février 1966 et mort le 18 mars 1997, est un officier affecté à la tristement célèbre unité contre les gangs de rue du département de police de Los Angeles, impliquée dans le scandale du Rampart.
Gaines avait des liens avec le label Death Row Records, le gang des Bloods et sortait avec l' ex-épouse de Suge Knight. Il fut abattu, le 18 mars 1997 par l'agent Frank Lyga, qui a agi en état de légitime défense. Au moment de sa mort, Gaines avait 31 ans et servait depuis sept ans dans les forces de police.

## Première preuve de corruption
La preuve du comportement corrompu de Gaines apparue pour la première fois à l'été 1996. La police répondit à un appel d'urgence signalant une fusillade dans le quartier d' Hollywood Hills. Gaines, en congé, se présenta sur les lieux et déclencha une altercation avec les policiers. Les policiers le menottèrent lorsqu'il devint véhément et adopta un comportement à la limite de la violence. Selon le rapport de patrouille, Gaines proféra des blasphèmes et déclara : « Je déteste les flics ». 
Gaines affirma plus tard qu'il avait été maltraité par la police et engagea un avocat afin d'engager une plainte contre la ville. Cependant, lorsque les affaires internes du LAPD enquêtèrent sur l'incident, ils découvrirent que l'appel au 911 avait été réalisé par Gaines lui-même. L'officier Russell Poole, affirma que « la preuve suggère qu'il a fait cela pour engager le LAPD dans une confrontation et voulait essentiellement obtenir une pension en intentant un procès ».

## Mort
Il était 16 heures, le 18 mars 1997 lorsque l'officier Frank Lyga, de la brigade des stupéfiants affecté à la Field Enforcement Section du secteur d'Hollywood, de retour de mission d'infiltration au volant d'une Buick Regal en piteux état, est abordé par un individu au volant d'un SUV Mitsubishi Montero. La Buick venait de s'arrêter au milieu de nombreux véhicules coincés à l'intersection des boulevards Ventura et Lakershim quand le SUV se rangea sur sa gauche et que son conducteur invectiva Lyga, en le menaçant de mort. S'ensuivit une course poursuite, jusqu'à l'entrée de la bretelle d'Hollywood Freeway.
Lyga abat l'officier Kevin Gaines du CRASH, en état de légitime défense, dans ce qui semble être un braquage au volant. Selon le témoignage de Lyga et d'autres témoins, Gaines a menacé le conducteur de la Buick, brandissant un 45 ACP, une arme de poing. Lyga sortit son revolver et appela du renfort à l'aide d'une radio cachée : « Hé, je rencontre un problème. Un gars dans une Jeep verte qui me suis ! J'ai besoin de vous! Il a une arme à feu ! » Lyga témoigna plus tard qu'il avait entendu Gaines crier : « Je vais te tuer. » Lyga tira avec son Beretta sur le SUV de Gaines deux fois. La première balle traversa la porte, côté passager de la Montero et se logea dans un sac de sport. La deuxième atteignit Gaines au flanc droit, quelques centimètres sous l'aisselle, lui perfora le cœur et termina dans son poumon gauche.
Bien qu'à l'article de la mort, Gaines réussit à faire demi-tour et son véhicule entra sur le parking d'un supermarché avant de s'arrêter contre la devanture du magasin. La Buick suivit de prés et Lyga fit une dernière transmission par radio: « Je viens de tirer sur un mec. J'ai besoin d'aide. Ramenez-vous ici !!! » Lyga rapporta que Gaines fut le premier à tirer et qu'il n'a fait que répondre en état de légitime défense. Dans une interview accordée au magazine d'investigation, Frontline, Lyga déclara que Gaines portait sur lui, l'inscription : « Je suis un membre de gang ». 
Dans l'enquête qui suivit, le LAPD en la personne de l'inspecteur Russell Pool découvrit que Gaines, vétéran du LAPD depuis 7 ans, avait été impliqué dans des incidents similaires de braquage au volant, menaçant les conducteurs et brandissant son arme. Plusieurs plaintes avaient été déposé contre lui et il avait essuyé des blâmes répétées.
Enfin, l'enquête révéla que Gaines était associé au label de rap Death Row Records et son propriétaire controversé, Suge Knight. Les enquêteurs apprirent que Death Row Records, embauchait des agents du LAPD, hors de leurs services pour servir de gardes du corps.
Après trois enquêtes internes distinctes, Lyga fut exonéré de toutes fautes. La police de Los Angeles conclut que le tir de Lyga n'avait pas pour objectif de donner intentionnellement la mort. Dans les trois jours suivant l'incident, la famille de Gaines engagea l'avocat Johnnie Cochran et déposa plainte contre la ville de Los Angeles pour 25 millions $. La ville négocia finalement avec Cochran, la somme de 250 000 $. Lyga était en colère que la ville ait réglé une telle somme, lui refusant la possibilité d'honorer son nom. Le juge Schoettler écrivit une lettre au chef Bernard Parks en déclarant : « Si la question m'avait été soumise, je me serais pourvu en faveur de la ville de Los Angeles. »

## Autres preuves de corruption
Russell Poole fut chargé d'enquêter et découvrit des liens troublants entre Gaines et Suge Knight. Poole découvrit que le SUV que Gaines conduisait le jour de sa mort était enregistré sous le nom de Sharitha Knight, ex-épouse de Suge Knight. Poole découvrit Gaines et Knight vivaient ensemble.
L'enquête de Poole révéla également que le style de vie de Gaines allait bien au-delà des moyens d'un policier du LAPD qui gagnait 55 000 $ par an. Gaines conduisait une Mercedes et portait des costumes de créateurs. Les détectives trouvèrent neuf cartes de crédit parmi les biens de Gaines, ainsi que d'un reçu pour la somme de 952 $ en note de restaurant. Celui-ci était le Monty's Steakhouse, un lieu de rencontre pour les membres du Death Row Records.
Les enquêteurs relevèrent que Gaines et d'autres officiers de Rampart, tels que David Mack et Rafael Pérez gagnaient des salaires élevés en travaillant pour Death Row Records. Le label faisait l'objet d'une enquête du FBI depuis 1993 pour ses liens étroits avec le gang des Mob Piru Bloods de Compton.